# Declarația Universală a Drepturilor Omului
Declarația Universală a Drepturilor Omului a fost adoptată la 10 decembrie 1948, prin Rezoluția 217 A în cadrul celei de-a treia sesiuni a Adunării Generale a Organizației Națiunilor Unite. Printr-un act istoric, Adunarea le-a cerut tuturor țărilor membre să publice textul Declarației, care, ulterior, să fie "distribuit, expus, citit și comentat în școli și alte instituții de învățământ, fără deosebiri ținând de condiția politică a țărilor sau teritoriilor". Documentul are un preambul și 30 de articole care definesc principalele drepturi ale ființei umane.
Declarația nu este un tratat internațional ce ar implica unele consecințe juridice în cazul încălcării acesteia, fiind concepută ca un "ideal comun atins pentru toate popoarele și națiunile". Aceasta a devenit cu timpul un document de referință spre care tind statele și conform căruia se verifică modul în care se respectă drepturile omului în diferite state ale lumii, prevederile acesteia fiind ulterior preluate și extinse în diferite tratate internaționale. Printre drepturile garantate de declarație sunt:
- drepturi civile – dreptul la viață, libertatea și securitatea persoanei, viață privată și de familie, inviolabilitatea locuinței, secretul corespondenței, onoare și demnitate, libera circulație, căsătorie și întemeierea familiei, întrunire pașnică;
- drepturi politice – dreptul la azil, cetățenie, alegeri;
- drepturi economice – dreptul la proprietate, retribuție egală pentru munca egală;
- drepturi procedurale – dreptul de a fi un subiect de drept, dreptul la recurs efectiv, la un proces echitabil;
- drepturi sociale – asigurări sociale, muncă, dreptul de a înființa sindicate, dreptul la odihnă și timp liber, la un nivel de trai decent, asigurare în caz de boală, șomaj, văduvie, bătrânețe, dreptul la educație.

## Bazele drepturilor omului
Viziunea modernă asupra drepturilor omului a început cu adevărat odată cu formarea ONU în 1945. Unul dintre principalele scopuri ale ONU este promovarea și incurajarea "respectului pentru drepturile omului și libertățile fundamentale, fără deosebire de rasă, sex, limbă sau religie". Ulterior, o serie de convenții și înțelegeri au completat lista drepturilor pe care un individ trebuie sa le aibă (prin convenții privind: statutul refugiaților, discriminarea rasială sau pe bază de orientare sexuală, abolirea muncii forțate etc.).

## Istoric
Textul Declarației Universale a Drepturilor Omului a fost adoptat în 10 decembrie 1948, la Paris, de către Adunarea Generală a Organizației Națiunilor Unite (ONU). Declarația a fost adoptată de 58 de state membre ale Adunării Generale a ONU, existând mai multe țări care s-au abținut: URSS, țările din Europa de Est, Africa de Sud și Arabia Saudită. Declarația a constituit o necesitate a acelei perioade, după șase ani de război și milioane de vieți masacrate în timpul holocaustului. Statele care au elaborat textul și l-au adoptat au considerat necesară existența unui set de "reguli" care să stabilească anumite drepturi și libertăți universal valabile și recunoscute, astfel încât să se evite cazuri continue și complexe de încălcare a acestora, așa cum se întâmplase cu patru ani înainte, în timpul celui de-Al Doilea Război Mondial. Declarația a fost redactată, într-o oarecare măsură, după modelul Declarației franceze a drepturilor omului și cetățeanului din 1789 și a Declarației de independență a Statelor Unite din 1776.